# Jurišna vas
Jurišna vas – wieś w Słowenii, w gminie Slovenska Bistrica. W 2018 roku liczyła 74 mieszkańców.